# 氢氧化钆
氢氧化钆是一种无机化合物，化学式为Gd(OH)3。

## 制备
氢氧化钆可以通过氧化钆的水化制备：
Gd2O3 + 3 H2O → 2 Gd(OH)3
制备过程可以利用水热法完成，反应中添加氢氧化钠溶液，可以使之更易进行。

## 化学性质
氢氧化钆可溶于酸，生成钆盐：
Gd(OH)3 + 3 H+ → Gd3+ + 3 H2O